# Дембовский, Леон (художник)

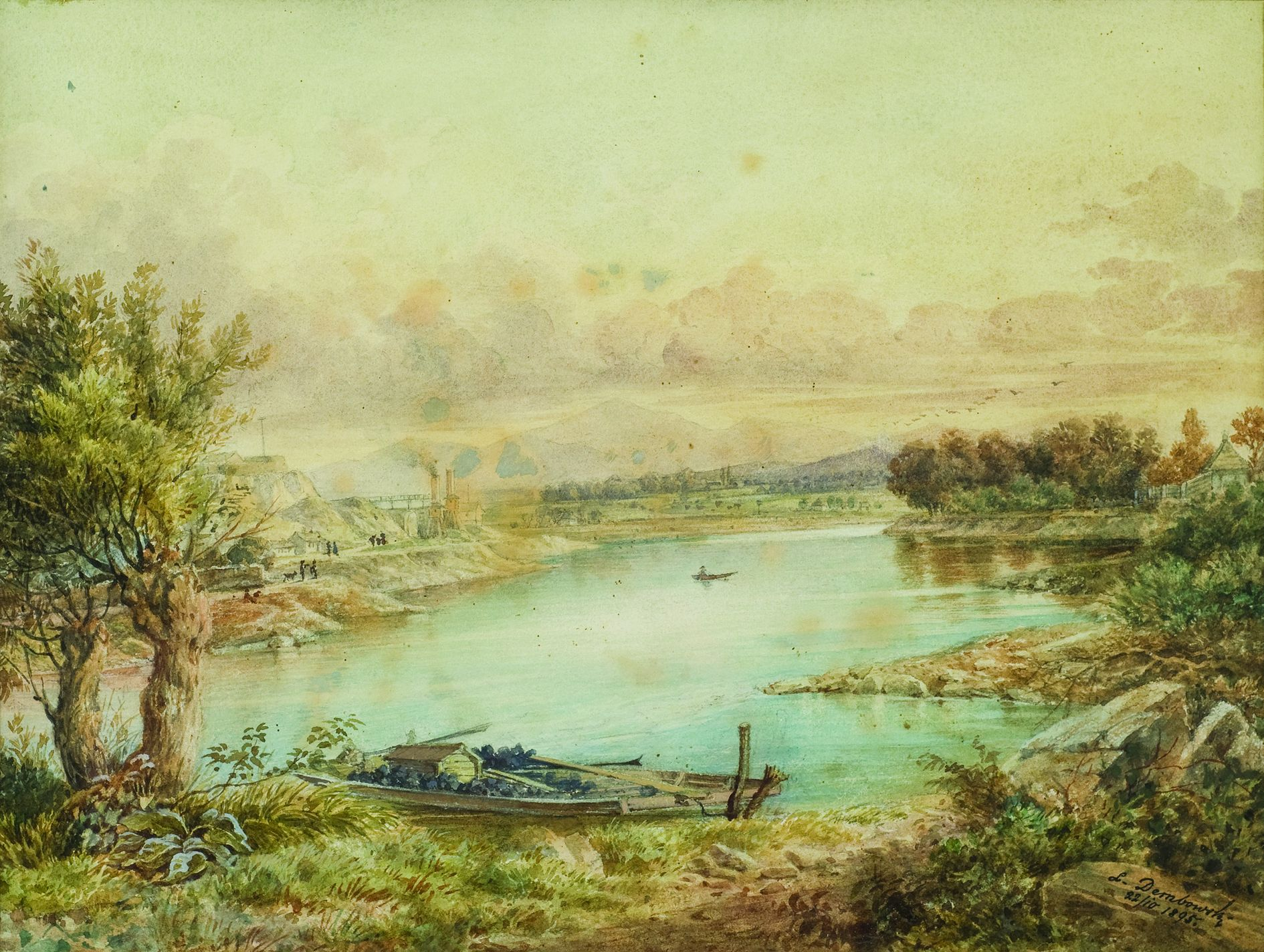
Леон Дембовский. Пейзаж окрестностей Кракова (акварель)

Леон Дембовский (2 декабря 1823, Краков — 21 февраля 1904, там же) — польский художник, педагог, профессор живописи.

## Биография
В 1840—1850 годах обучался в Школе изящных искусств в Кракове. Ученик Яна Непомуцена Гловацкого. Продолжил обучение в Вене.
В 1858—1872 годах — преподавал в Краковской академии искусств, профессор. Среди его учеников — Северин Бещад.
С 1852 — участник художественных выставок.

## Творчество
Пейзажист. Создал целый ряд картин с видами окрестностей Кракова, горных пейзажей Татр, Пьенин, Альп, Подкарпатья и др.

## Избранные картины
- Dolina Kościeliska (1853),
- Widok Zakopanego w Tatrach (1854),
- Dolina Kościeliska czyli Widok na górę Pyszną w Kościeliskiej dolinie w Tatrach (1854),
- Zakopane w Tatrach (1855),
- Widok na Babią Górę (1855),
- Widok z nad Białego Dunajca (1856),
- Widok od Czerwonego Klasztoru w Pieninach na Tatry (1859),
- Góra Pyszna ze stawem Smereczyny w dolinie Kościeliskiej (1860),
- Morskie Oko (1868),
- Widok w dolinie Strążysk w Tatrach (1869),
- Morskie Oko w Tatrach (1895).

Картины художника находятся в Национальном музее в Варшаве («Вид горы Пышной в Татрах» (1857).